# Паркинсон, Марк Винсент
Марк Винсент Паркинсон (англ. Mark Vincent Parkinson; род. 24 июня 1957 года, Уичито, Канзас) — политический деятель США, 45-й губернатор штата Канзас с 28 апреля 2009 года по 10 января 2011 года.

## Биография

### Ранние годы и карьера
Марк Паркинсон родился в Уичито, штат Канзас, в семье выходцев из Скотт-Сити, Канзас, где они по-прежнему владеют фермой. В 1980 году Паркинсон окончил Уичитский государственный университет с summa cum laude, а в 1984 году — школу права Канзасского университета, где был лучшим в своём классе. Затем до 1996 года он занимался частной практикой, основав в 1986 году юридическую фирму Parkinson, Foth & Orrick.

### Политическая карьера
В 1991—1992 годах Паркинсон был членом Палаты представителей штата Канзас, а в 1993—1997 годах — членом Сената штата. С 1999 по 2003 год он был председателем Республиканской партии Канзаса. В 2004 году Паркинсон был председателем совета Торговой палаты Шауни. В 2006 году он был избран вице-губернатором штата.
В марте 2009 года президент Барак Обама объявил губернатора Кэтлин Сибелиус кандидатом на пост министра здравоохранения и социальных служб США. 28 апреля 2009 года Сибелиус подала в отставку, и Паркинсон в тот же день был приведён к присяге в качестве губернатора штата Канзас. Он также заявил, что не будет переизбираться в 2010 году.
После ухода с поста губернатора Паркинсон работает президентом и главным исполнительным директором Американской ассоциации здравоохранения (AHCA) и Национального центра проживания с уходом (NCAL).